# LGA 1851
LGA 1851 (appelé également Socket V1) est un socket de processeur LGA conçu par Intel pour les processeurs pour PC de bureau Meteor Lake-PS, Arrow Lake-S et Arrow Lake-S Refresh, dont la sortie est prévue fin 2024.
Le nombre de contacts a augmenté, passant de 1700 (pour le LGA 1700) à 1851. Il possède les mêmes dimensions et espacement des trous de montage du refroidisseur que le LGA 1700, ce qui garantit une compatibilité continue avec les refroidisseurs de processeur.
Il offre 20 voies PCIe 5.0 (x16 pour les cartes d’extension et x4 pour le stockage) et 4 voies PCIe 4.0 supplémentaires pour le stockage. Les voies PCIe disponibles pour les cartes d’extension peuvent désormais être divisées en trois périphériques (x8, x4, x4) au lieu de deux sur le LGA 1700. Semblable au socket AM5 d’AMD, il supporte exclusivement la mémoire DDR5, abandonnant la prise en charge de la DDR4 contrairement à son prédécesseur (LGA 1700), marquant la fin de la DDR4 grand public après 10 ans,,,.